# Bier in Estland

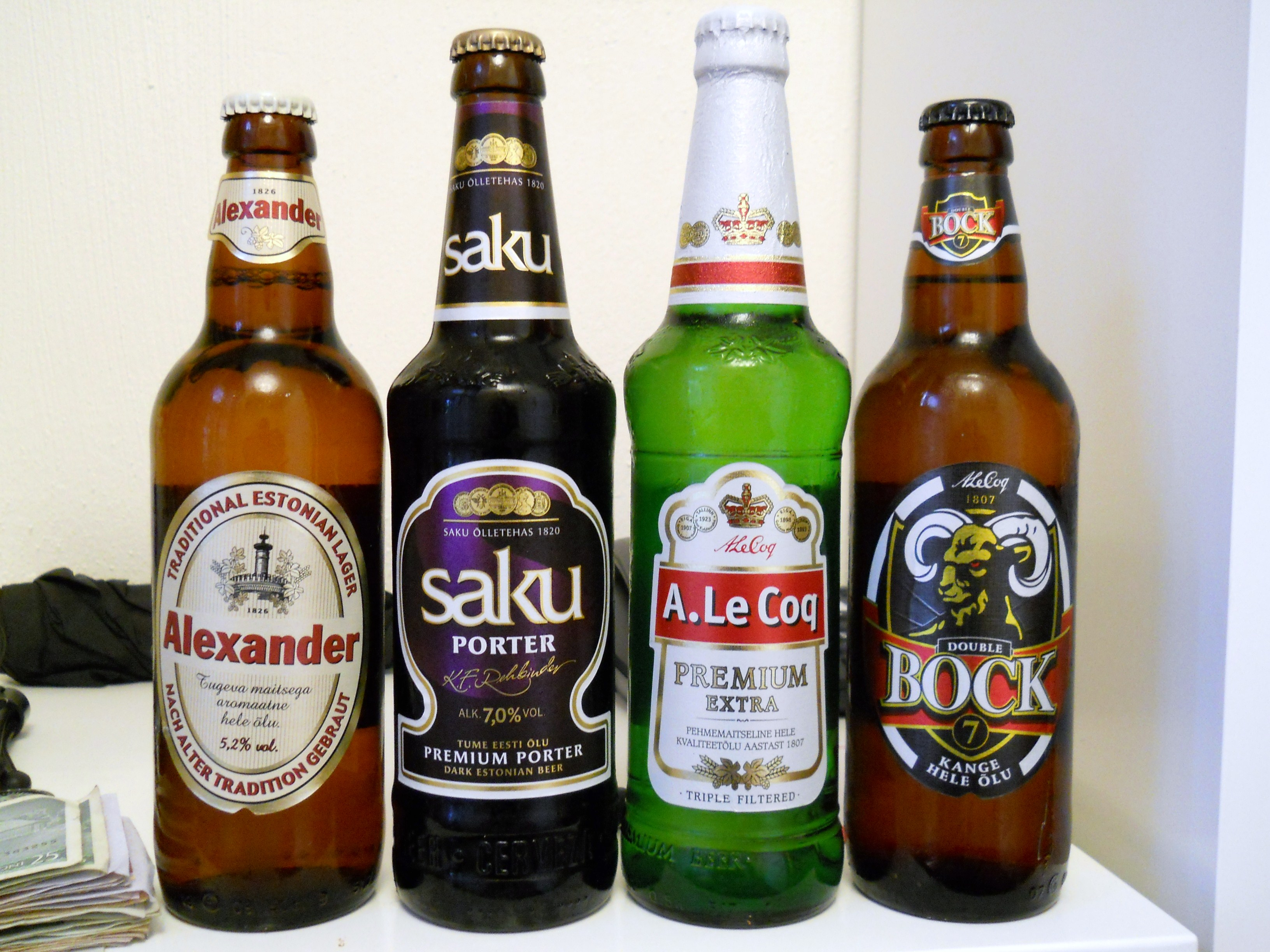
Een aantal Estse bieren

Bier is in Estland heel populair en wordt al sinds de middeleeuwen gebrouwen. Hoewel Estland een lange brouwtraditie heeft, zijn er nog maar een klein aantal brouwerijen actief. De drie grootste brouwerijen (samen een marktaandeel van 95%) zijn in handen van buitenlandse brouwerijgroepen. Andere belangrijke brouwerijen en microbrouwerijen zoals Puls, Nigula en Saarema Õllehetas konden de concurrentie niet aan en werden overgenomen of moesten de deuren sluiten halfweg de jaren 2000. In de Baltische staten wordt al eeuwenlang donker bier gedronken. Omstreeks 1780 tijdens de regering van de Britse koning George III werden bieren van dit type (stout, porters) naar Rusland verscheept. Daarna werden zelf Baltische porters gebrouwen, met een hoog alcoholgehalte maar in tegenstelling tot de Engelse soorten ondergistend. De blonde lagers zijn zoals in de meeste landen nu de standaard in het land en voor Baltische porters is nauwelijks nog plaats. Deze donkere bitterzoete bieren zijn in het buitenland meer geliefd dan in de Baltische staten zelf en worden daarom nog in beperkte mate gebrouwen. Op het eiland Saaremaa wordt nog het enige traditionele bier "Koduõlu" (of "Taluõlu") gebrouwen, een blond troebel bier.

## Cijfers 2011
- Bierproductie: 1,36 miljoen hl
- Export: 479.000 hl
- Import: 394.000 hl
- Bierconsumptie: 960.000 hl
- Bierconsumptie per inwoner: 71,6 liter
- Actieve brouwerijen: 6[3]

## Brouwerijen
- Brouwerij Saku (Saku Õlletehas), Saku, eigendom van Baltic Beverages Holding (Carlsberg)
- Brouwerij A. Le Coq (A. Le Coq Tartu Õlletehas), Tartu, eigendom van de Finse brouwerijgroep Olvi
- Brouwerij Viru (Viru Õlu), Haljala, eigendom van de Deense Harboe Group
- Karksi bier- en wijnfabriek (Karksi Õlle- ja Veinitehes), Karksi, Viljandimaa,
- Brouwerij Sillamäe (Sillamäe Õlletehas), Sillamäe
- Taako OÜ, Pihtla
- Põhjala Brewery, Tallinn
- Pühaste Brewery, Tartu

## Bieren
- Saku
- A. Le Coq
- Puls
- Sillamäe
- Viru
- Taako Pihtla Õlu
- Žiguli

## Geraadpleegde bronnen
1. ↑  (en) Microbreweries enjoy a break. www.baltictimes.com. Geraadpleegd op 12 juli 2017.
2. ↑  A couple of days on Saaremaa. beer-trotter.blogspot.nl. Geraadpleegd op 12 juli 2017.
3. ↑  (en) The Brewers of Europe – Beer Statistics 2012, gepubliceerd 16 november 2012